# Schismatoglottis asperata
Schismatoglottis asperata är en kallaväxtart som beskrevs av Adolf Engler. Schismatoglottis asperata ingår i släktet Schismatoglottis och familjen kallaväxter. Inga underarter finns listade.